# UEFA Champions League 2024-2025 (fase campionato)
La fase campionato della UEFA Champions League 2024-2025 si è disputata tra il 17 settembre 2024 e il 29 gennaio 2025. Hanno partecipato a questa fase della competizione 36 club: 24 di essi si sono qualificati alla successiva fase a eliminazione diretta, tra cui le prime otto squadre classificate direttamente agli ottavi di finale, mentre le classificate dal 9º al 24º posto agli spareggi per decretare le restanti otto. Essa condurrà alla finale di Monaco di Baviera del 31 maggio 2025.

## Date
| Fase            | Sorteggio                               | Turno            | Data                    |
| --------------- | --------------------------------------- | ---------------- | ----------------------- |
| Fase campionato | 29 agosto 2024, ore 18:00 CEST (Monaco) | Prima giornata   | 17-18-19 settembre 2024 |
| Fase campionato | 29 agosto 2024, ore 18:00 CEST (Monaco) | Seconda giornata | 1º-2 ottobre 2024       |
| Fase campionato | 29 agosto 2024, ore 18:00 CEST (Monaco) | Terza giornata   | 22-23 ottobre 2024      |
| Fase campionato | 29 agosto 2024, ore 18:00 CEST (Monaco) | Quarta giornata  | 5-6 novembre 2024       |
| Fase campionato | 29 agosto 2024, ore 18:00 CEST (Monaco) | Quinta giornata  | 26-27 novembre 2024     |
| Fase campionato | 29 agosto 2024, ore 18:00 CEST (Monaco) | Sesta giornata   | 10-11 dicembre 2024     |
| Fase campionato | 29 agosto 2024, ore 18:00 CEST (Monaco) | Settima giornata | 21-22 gennaio 2025      |
| Fase campionato | 29 agosto 2024, ore 18:00 CEST (Monaco) | Ottava giornata  | 29 gennaio 2025         |

## Formato
Nella fase campionato le 36 squadre partecipanti vengono divise in quattro fasce di merito in base al coefficiente UEFA 2024. Ogni squadra affronta otto avversarie differenti, quattro in casa e quattro in trasferta, due per ogni fascia di merito. In base ai risultati ottenuti viene stilata un'unica classifica che raggruppa tutte le 36 squadre. Al termine della fase campionato, le prime otto classificate accedono direttamente agli ottavi di finale della fase a eliminazione diretta. Le 16 squadre dal nono al ventiquattresimo posto accedono agli spareggi per determinare le restanti otto che accedono agli ottavi di finale. Le rimanenti squadre classificate dal venticinquesimo al trentaseiesimo posto sono eliminate dalla competizione.
Nel caso che due o più squadre finiscano a pari punti in classifica, vengono adottati i seguenti criteri in ordine di importanza per stabilire le posizioni finali:
1. Migliore differenza reti;
2. Maggiore numero di reti segnate;
3. Maggiore numero di reti segnate in trasferta;
4. Maggiore numero di vittorie;
5. Maggiore numero di vittorie in trasferta;
6. Maggiore numero di punti realizzati complessivamente dalle avversarie affrontate;
7. Migliore differenza reti complessiva delle avversarie affrontate;
8. Maggiore numero di reti segnate complessivamente dalle avversarie affrontate;
9. Minore penalità derivante dai cartellini gialli e rossi ricevuti: 3 punti per ogni cartellino rosso, 1 punto per ogni cartellino giallo e 3 punti per l'espulsione dovuta a due cartellini gialli;
10. Migliore coefficiente UEFA 2024.

## Squadre
| Legenda |
| --- |
| Classificati dalla prima all'ottava posizione (teste di serie agli ottavi di finale della fase a eliminazione diretta)                  |
| Classificati dalla nona alla sedicesima posizione (teste di serie agli spareggi della fase a eliminazione diretta)                      |
| Classificati dalla diciassettesima alla ventiquattresima posizione (non teste di serie agli spareggi della fase a eliminazione diretta) |
| Classificati dalla venticinquesima alla trentaseiesima posizione (eliminati)                                                            |

| Squadre             | Coeff   |
| Urna 1              | Urna 1  |
| ------------------- | ------- |
| Real Madrid         | 136.000 |
| Manchester City     | 148.000 |
| Bayern Monaco       | 144.000 |
| Paris Saint-Germain | 116.000 |
| Liverpool           | 114.000 |
| Inter               | 101.000 |
| Borussia Dortmund   | 97.000  |
| RB Lipsia           | 97.000  |
| Barcellona          | 91.000  |

| Squadre          | Coeff  |
| Urna 2           | Urna 2 |
| ---------------- | ------ |
| Bayer Leverkusen | 90.000 |
| Atlético Madrid  | 89.000 |
| Atalanta         | 81.000 |
| Juventus         | 80.000 |
| Benfica          | 79.000 |
| Arsenal          | 72.000 |
| Club Bruges      | 64.000 |
| Šachtar          | 63.000 |
| Milan            | 59.000 |

| Squadre          | Coeff  |
| Urna 3           | Urna 3 |
| ---------------- | ------ |
| Feyenoord        | 57.000 |
| Sporting Lisbona | 54.500 |
| PSV              | 54.000 |
| Dinamo Zagabria  | 50.000 |
| Salisburgo       | 50.000 |
| Lilla            | 47.000 |
| Stella Rossa     | 40.000 |
| Young Boys       | 34.500 |
| Celtic           | 32.000 |

| Squadre           | Coeff  |
| Urna 4            | Urna 4 |
| ----------------- | ------ |
| Slovan Bratislava | 30.500 |
| Monaco            | 24.000 |
| Sparta Praga      | 22.500 |
| Aston Villa       | 20.860 |
| Bologna           | 18.056 |
| Girona            | 17.897 |
| Stoccarda         | 17.324 |
| Sturm Graz        | 14.500 |
| Brest             | 13.366 |

## Sorteggio
| Squadra             | Urna 1              | Urna 1              | Urna 2           | Urna 2           | Urna 3           | Urna 3           | Urna 4            | Urna 4            |
| Squadra             | Casa                | Trasferta           | Casa             | Trasferta        | Casa             | Trasferta        | Casa              | Trasferta         |
| ------------------- | ------------------- | ------------------- | ---------------- | ---------------- | ---------------- | ---------------- | ----------------- | ----------------- |
| Real Madrid         | Borussia Dortmund   | Liverpool           | Milan            | Atalanta         | Salisburgo       | Lilla            | Stoccarda         | Brest             |
| Manchester City     | Inter               | Paris Saint-Germain | Club Bruges      | Juventus         | Feyenoord        | Sporting Lisbona | Sparta Praga      | Slovan Bratislava |
| Bayern Monaco       | Paris Saint-Germain | Barcellona          | Benfica          | Šachtar          | Dinamo Zagabria  | Feyenoord        | Slovan Bratislava | Aston Villa       |
| Paris Saint-Germain | Manchester City     | Bayern Monaco       | Atlético Madrid  | Arsenal          | PSV              | Salisburgo       | Girona            | Stoccarda         |
| Liverpool           | Real Madrid         | RB Lipsia           | Bayer Leverkusen | Milan            | Lilla            | PSV              | Bologna           | Girona            |
| Inter               | RB Lipsia           | Manchester City     | Arsenal          | Bayer Leverkusen | Stella Rossa     | Young Boys       | Monaco            | Sparta Praga      |
| Borussia Dortmund   | Barcellona          | Real Madrid         | Šachtar          | Club Bruges      | Celtic           | Dinamo Zagabria  | Sturm Graz        | Bologna           |
| RB Lipsia           | Liverpool           | Inter               | Juventus         | Atlético Madrid  | Sporting Lisbona | Celtic           | Aston Villa       | Sturm Graz        |
| Barcellona          | Bayern Monaco       | Borussia Dortmund   | Atalanta         | Benfica          | Young Boys       | Stella Rossa     | Brest             | Monaco            |
|                     |                     |                     |                  |                  |                  |                  |                   |                   |
| Bayer Leverkusen    | Inter               | Liverpool           | Milan            | Atlético Madrid  | Salisburgo       | Feyenoord        | Sparta Praga      | Brest             |
| Atlético Madrid     | RB Lipsia           | Paris Saint-Germain | Bayer Leverkusen | Benfica          | Lilla            | Salisburgo       | Slovan Bratislava | Sparta Praga      |
| Atalanta            | Real Madrid         | Barcellona          | Arsenal          | Šachtar          | Celtic           | Young Boys       | Sturm Graz        | Stoccarda         |
| Juventus            | Manchester City     | RB Lipsia           | Benfica          | Club Bruges      | PSV              | Lilla            | Stoccarda         | Aston Villa       |
| Benfica             | Barcellona          | Bayern Monaco       | Atlético Madrid  | Juventus         | Feyenoord        | Stella Rossa     | Bologna           | Monaco            |
| Arsenal             | Paris Saint-Germain | Inter               | Šachtar          | Atalanta         | Dinamo Zagabria  | Sporting Lisbona | Monaco            | Girona            |
| Club Bruges         | Borussia Dortmund   | Manchester City     | Juventus         | Milan            | Sporting Lisbona | Celtic           | Aston Villa       | Sturm Graz        |
| Šachtar             | Bayern Monaco       | Borussia Dortmund   | Atalanta         | Arsenal          | Young Boys       | PSV              | Brest             | Bologna           |
| Milan               | Liverpool           | Real Madrid         | Club Bruges      | Bayer Leverkusen | Stella Rossa     | Dinamo Zagabria  | Girona            | Slovan Bratislava |
|                     |                     |                     |                  |                  |                  |                  |                   |                   |
| Feyenoord           | Bayern Monaco       | Manchester City     | Bayer Leverkusen | Benfica          | Salisburgo       | Lilla            | Sparta Praga      | Girona            |
| Sporting Lisbona    | Manchester City     | RB Lipsia           | Arsenal          | Club Bruges      | Lilla            | PSV              | Bologna           | Sturm Graz        |
| PSV                 | Liverpool           | Paris Saint-Germain | Šachtar          | Juventus         | Sporting Lisbona | Stella Rossa     | Girona            | Brest             |
| Dinamo Zagabria     | Borussia Dortmund   | Bayern Monaco       | Milan            | Arsenal          | Celtic           | Salisburgo       | Monaco            | Slovan Bratislava |
| Salisburgo          | Paris Saint-Germain | Real Madrid         | Atlético Madrid  | Bayer Leverkusen | Dinamo Zagabria  | Feyenoord        | Brest             | Sparta Praga      |
| Lilla               | Real Madrid         | Liverpool           | Juventus         | Atlético Madrid  | Feyenoord        | Sporting Lisbona | Sturm Graz        | Bologna           |
| Stella Rossa        | Barcellona          | Inter               | Benfica          | Milan            | PSV              | Young Boys       | Stoccarda         | Monaco            |
| Young Boys          | Inter               | Barcellona          | Atalanta         | Šachtar          | Stella Rossa     | Celtic           | Aston Villa       | Stoccarda         |
| Celtic              | RB Lipsia           | Borussia Dortmund   | Club Bruges      | Atalanta         | Young Boys       | Dinamo Zagabria  | Slovan Bratislava | Aston Villa       |
|                     |                     |                     |                  |                  |                  |                  |                   |                   |
| Slovan Bratislava   | Manchester City     | Bayern Monaco       | Milan            | Atlético Madrid  | Dinamo Zagabria  | Celtic           | Stoccarda         | Girona            |
| Monaco              | Barcellona          | Inter               | Benfica          | Arsenal          | Stella Rossa     | Dinamo Zagabria  | Aston Villa       | Bologna           |
| Sparta Praga        | Inter               | Manchester City     | Atlético Madrid  | Bayer Leverkusen | Salisburgo       | Feyenoord        | Brest             | Stoccarda         |
| Aston Villa         | Bayern Monaco       | RB Lipsia           | Juventus         | Club Bruges      | Celtic           | Young Boys       | Bologna           | Monaco            |
| Bologna             | Borussia Dortmund   | Liverpool           | Šachtar          | Benfica          | Lilla            | Sporting Lisbona | Monaco            | Aston Villa       |
| Girona              | Liverpool           | Paris Saint-Germain | Arsenal          | Milan            | Feyenoord        | PSV              | Slovan Bratislava | Sturm Graz        |
| Stoccarda           | Paris Saint-Germain | Real Madrid         | Atalanta         | Juventus         | Young Boys       | Stella Rossa     | Sparta Praga      | Slovan Bratislava |
| Sturm Graz          | RB Lipsia           | Borussia Dortmund   | Club Bruges      | Atalanta         | Sporting Lisbona | Lilla            | Girona            | Brest             |
| Brest               | Real Madrid         | Barcellona          | Bayer Leverkusen | Šachtar          | PSV              | Salisburgo       | Sturm Graz        | Sparta Praga      |

## Classifica finale
| Pos. | Squadra             | Pt | G | V | N | P | GF | GS | DR  |
| ---- | ------------------- | -- | - | - | - | - | -- | -- | --- |
| 1.   | Liverpool           | 21 | 8 | 7 | 0 | 1 | 17 | 5  | +12 |
| 2.   | Barcellona          | 19 | 8 | 6 | 1 | 1 | 28 | 13 | +15 |
| 3.   | Arsenal             | 19 | 8 | 6 | 1 | 1 | 16 | 3  | +13 |
| 4.   | Inter               | 19 | 8 | 6 | 1 | 1 | 11 | 1  | +10 |
| 5.   | Atlético Madrid     | 18 | 8 | 6 | 0 | 2 | 20 | 12 | +8  |
| 6.   | Bayer Leverkusen    | 16 | 8 | 5 | 1 | 2 | 15 | 7  | +8  |
| 7.   | Lilla               | 16 | 8 | 5 | 1 | 2 | 17 | 10 | +7  |
| 8.   | Aston Villa         | 16 | 8 | 5 | 1 | 2 | 13 | 6  | +7  |
| 9.   | Atalanta            | 15 | 8 | 4 | 3 | 1 | 20 | 6  | +14 |
| 10.  | Borussia Dortmund   | 15 | 8 | 5 | 0 | 3 | 22 | 12 | +10 |
| 11.  | Real Madrid         | 15 | 8 | 5 | 0 | 3 | 20 | 12 | +8  |
| 12.  | Bayern Monaco       | 15 | 8 | 5 | 0 | 3 | 20 | 12 | +8  |
| 13.  | Milan               | 15 | 8 | 5 | 0 | 3 | 14 | 11 | +3  |
| 14.  | PSV                 | 14 | 8 | 4 | 2 | 2 | 16 | 12 | +4  |
| 15.  | Paris Saint-Germain | 13 | 8 | 4 | 1 | 3 | 14 | 9  | +5  |
| 16.  | Benfica             | 13 | 8 | 4 | 1 | 3 | 16 | 12 | +4  |
| 17.  | Monaco              | 13 | 8 | 4 | 1 | 3 | 13 | 13 | 0   |
| 18.  | Brest               | 13 | 8 | 4 | 1 | 3 | 10 | 11 | -1  |
| 19.  | Feyenoord           | 13 | 8 | 4 | 1 | 3 | 18 | 21 | -3  |
| 20.  | Juventus            | 12 | 8 | 3 | 3 | 2 | 9  | 7  | +2  |
| 21.  | Celtic              | 12 | 8 | 3 | 3 | 2 | 13 | 14 | -1  |
| 22.  | Manchester City     | 11 | 8 | 3 | 2 | 3 | 18 | 14 | +4  |
| 23.  | Sporting Lisbona    | 11 | 8 | 3 | 2 | 3 | 13 | 12 | +1  |
| 24.  | Club Bruges         | 11 | 8 | 3 | 2 | 3 | 7  | 11 | -4  |
| 25.  | Dinamo Zagabria     | 11 | 8 | 3 | 2 | 3 | 12 | 19 | -7  |
| 26.  | Stoccarda           | 10 | 8 | 3 | 1 | 4 | 13 | 17 | -4  |
| 27.  | Šachtar             | 7  | 8 | 2 | 1 | 5 | 8  | 16 | -8  |
| 28.  | Bologna             | 6  | 8 | 1 | 3 | 4 | 4  | 9  | -5  |
| 29.  | Stella Rossa        | 6  | 8 | 2 | 0 | 6 | 13 | 22 | -9  |
| 30.  | Sturm Graz          | 6  | 8 | 2 | 0 | 6 | 5  | 14 | -9  |
| 31.  | Sparta Praga        | 4  | 8 | 1 | 1 | 6 | 7  | 21 | -14 |
| 32.  | RB Lipsia           | 3  | 8 | 1 | 0 | 7 | 8  | 15 | -7  |
| 33.  | Girona              | 3  | 8 | 1 | 0 | 7 | 5  | 13 | -8  |
| 34.  | Salisburgo          | 3  | 8 | 1 | 0 | 7 | 5  | 27 | -22 |
| 35.  | Slovan Bratislava   | 0  | 8 | 0 | 0 | 8 | 7  | 27 | -20 |
| 36.  | Young Boys          | 0  | 8 | 0 | 0 | 8 | 3  | 24 | -21 |

Legenda:
      Qualificate agli ottavi di finale come teste di serie.
      Qualificate agli spareggi come teste di serie.
      Qualificate agli spareggi come non teste di serie.

## Risultati

### Prima giornata
| Arbitro: | Georgi Kabakov |

|  |           |                                    |
|  | Marcatori | 27’ Tielemans 38’ Ramsey 86’ Onana |

| Arbitro: | Alejandro Hernández Hernández |

|                                      |           |               |
| Yıldız 21’ McKennie 27’ González 52’ | Marcatori | 90+3’ Saibari |

| Arbitro: | Espen Eskås |

|            |           |                                        |
| Pulišić 3’ | Marcatori | 23’ Konaté 41’ Van Dijk 67’ Szoboszlai |

| Arbitro: | Juan Martínez Munuera |

|                                                                                                   |           |                          |
| Kane 19’ (rig.), 57’, 73’ (rig.), 78’ (rig.) Guerreiro 33’ Olise 38’, 61’ Sané 85’ Goretzka 90+2’ | Marcatori | 49’ Petković 50’ Ogiwara |

| Arbitro: | Halil Umut Meler |

|                                      |           |           |
| Mbappé 46’ Rüdiger 83’ Endrick 90+5’ | Marcatori | 68’ Undav |

| Arbitro: | Donatas Rumšas |

|                         |           |  |
| Gyökeres 38’ Debast 65’ | Marcatori |  |

| Arbitro: | Rade Obrenović |

|                                   |           |  |
| Kairinen 2’ Olatunji 42’ Laçi 58’ | Marcatori |  |

| Bologna 18 settembre 2024, ore 18:45 CEST | Bologna     | 0 – 0 referto | Šachtar | Stadio Renato Dall'Ara (23 130 spett.)\| Arbitro: \| Rohit Saggi \| |
| Arbitro:                                  | Rohit Saggi |               |         |                                                                     |

| Arbitro: | Danny Makkelie |

|                                                               |           |            |
| Scales 17’ Furuhashi 47’ Engels 56’ (rig.) Maeda 70’ Idah 87’ | Marcatori | 61’ Wimmer |

| Arbitro: | Irfan Peljto |

|  |           |                                        |
|  | Marcatori | 76’, 86’ Gittens 90+5’ (rig.) Guirassy |

| Manchester 18 settembre 2024, ore 21:00 CEST | Manchester City | 0 – 0 referto | Inter | City of Manchester Stadium (50 922 spett.)\| Arbitro: \| Glenn Nyberg \| |
| Arbitro:                                     | Glenn Nyberg    |               |       |                                                                          |

| Arbitro: | Daniel Siebert |

|                      |           |  |
| Gazzaniga 90’ (aut.) | Marcatori |  |

| Arbitro: | Davide Massa |

|  |           |                                                     |
|  | Marcatori | 5’, 36’ Wirtz 30’ Grimaldo 45’ (aut.) Wellenreuther |

| Arbitro: | Michael Oliver |

|            |           |                         |
| Milson 86’ | Marcatori | 9’ Aktürkoğlu 29’ Kökçü |

| Arbitro: | Allard Lindhout |

|                              |           |           |
| Akliouche 16’ Ilenikhena 71’ | Marcatori | 28’ Yamal |

| Bergamo 19 settembre 2024, ore 21:00 CEST | Atalanta       | 0 – 0 referto | Arsenal | Stadio Atleti Azzurri d'Italia (22 858 spett.)\| Arbitro: \| Clément Turpin \| |
| Arbitro:                                  | Clément Turpin |               |         |                                                                                |

| Arbitro: | Ivan Kružliak |

|                           |           |          |
| Griezmann 28’ Giménez 90’ | Marcatori | 4’ Šeško |

| Arbitro: | Nick Walsh |

|                       |           |                        |
| Magnetti 23’ Sima 56’ | Marcatori | 45+1’ (aut.) Fernandes |

### Seconda giornata
| Arbitro: | Anthony Taylor |

|  |           |                                           |
|  | Marcatori | 24’, 70’ Sima 66’ Camara 75’ Pereira Lage |

| Arbitro: | Manfredas Lukjančukas |

|           |           |              |
| Millot 7’ | Marcatori | 32’ Kairinen |

| Arbitro: | Slavko Vinčić |

|                      |           |  |
| Havertz 20’ Saka 35’ | Marcatori |  |

| Arbitro: | Sandro Schärer |

|              |           |  |
| Boniface 51’ | Marcatori |  |

| Arbitro: | José María Sánchez Martínez |

|                                                                         |           |          |
| Can 7’ (rig.) Adeyemi 11’, 29’, 42’ Guirassy 40’ (rig.), 66’ Nmecha 79’ | Marcatori | 9’ Maeda |

| Arbitro: | Erik Lambrechts |

|                                                                 |           |  |
| Lewandowski 8’, 51’ Raphinha 34’ Martínez 37’ Camara 81’ (aut.) | Marcatori |  |

| Arbitro: | Felix Zwayer |

|                                                                 |           |  |
| Çalhanoğlu 11’ Arnautović 59’ L. Martínez 71’ Taremi 81’ (rig.) | Marcatori |  |

| Arbitro: | Marco Guida |

|              |           |              |
| Schouten 15’ | Marcatori | 84’ Bragança |

| Arbitro: | Davide Massa |

|  |           |                                              |
|  | Marcatori | 8’ Gündoğan 15’ Foden 58’ Haaland 74’ McAtee |

| Arbitro: | João Pinheiro |

|  |           |                                        |
|  | Marcatori | 21’ Djimsiti 44’ Lookman 48’ Bellanova |

| Arbitro: | Urs Schnyder |

|                              |           |                                                  |
| D. López 19’ Van de Beek 73’ | Marcatori | 23’ (aut.) Herrera 33’ Milambo 79’ (aut.) Krejčí |

| Arbitro: | Radu Petrescu |

|           |           |  |
| Durán 79’ | Marcatori |  |

| Arbitro: | Harm Osmers |

|                          |           |                               |
| Sučić 45+3’ Baturina 66’ | Marcatori | 74’ Salisu 90’ (rig.) Zakaria |

| Arbitro: | Nikola Dabanović |

|                            |           |  |
| Mac Allister 11’ Salah 75’ | Marcatori |  |

| Arbitro: | Maurizio Mariani |

|                    |           |  |
| David 45+3’ (rig.) | Marcatori |  |

| Arbitro: | François Letexier |

|                       |           |                                 |
| Šeško 30’, 65’ (rig.) | Marcatori | 50’, 68’ Vlahović 82’ Conceição |

| Arbitro: | Aliyar Ağayev |

|  |           |            |
|  | Marcatori | 23’ Tzolīs |

| Arbitro: | Serdar Gözübüyük |

|                                                             |           |  |
| Aktürkoğlu 13’ Di María 52’ (rig.) Bah 75’ Kökçü 84’ (rig.) | Marcatori |  |

### Terza giornata
| Arbitro: | Felix Zwayer |

|                                |           |           |
| Pulisic 34’ Reijnders 61’, 71’ | Marcatori | 51’ Sabbe |

| Arbitro: | Tobias Stieler |

|                                                          |           |                   |
| Minamino 20’, 70’ Embolo 45+4’ Singo 54’ Akliouche 90+7’ | Marcatori | 27’ (rig.) Ndiaye |

| Arbitro: | Benoît Bastien |

|                   |           |  |
| Riznyk 29’ (aut.) | Marcatori |  |

| Arbitro: | João Pinheiro |

|                      |           |  |
| McGinn 55’ Durán 64’ | Marcatori |  |

| Arbitro: | Horațiu Feșnic |

|                          |           |  |
| Gutiérrez 42’ Juanpe 73’ | Marcatori |  |

| Arbitro: | Espen Eskås |

|  |           |             |
|  | Marcatori | 90+2’ Touré |

| Arbitro: | Glenn Nyberg |

|            |           |          |
| Hakimi 55’ | Marcatori | 34’ Lang |

| Arbitro: | István Kovács |

|                                                  |           |                       |
| Rüdiger 60’ Vinícius 63’, 86’, 90+3’ Vázquez 83’ | Marcatori | 30’ Malen 34’ Gittens |

| Arbitro: | Giorgi Kruashvili |

|  |           |                         |
|  | Marcatori | 23’ Santos 53’ Gyökeres |

| Bergamo 23 ottobre 2024, ore 18:45 CEST | Atalanta     | 0 – 0 referto | Celtic | Stadio Atleti Azzurri d'Italia (21 614 spett.)\| Arbitro: \| Irfan Peljto \| |
| Arbitro:                                | Irfan Peljto |               |        |                                                                              |

| Arbitro: | Ivan Kružliak |

|                |           |           |
| Lees-Melou 39’ | Marcatori | 24’ Wirtz |

| Arbitro: | Marco Guida |

|            |           |                                    |
| Álvarez 8’ | Marcatori | 61’ Zhegrova 74’ (rig.), 89’ David |

| Arbitro: | Michael Oliver |

|  |           |              |
|  | Marcatori | 90+3’ Thuram |

| Arbitro: | Slavko Vinčić |

|                                       |           |          |
| Raphinha 1’, 45’, 56’ Lewandowski 36’ | Marcatori | 18’ Kane |

| Arbitro: | Danny Makkelie |

|  |           |                            |
|  | Marcatori | 49’ Kulenović 84’ Petković |

| Arbitro: | Maurizio Mariani |

|                                                       |           |  |
| Foden 3’ Haaland 58’, 68’ Stones 64’ Nunes 88’ (rig.) | Marcatori |  |

| Arbitro: | Sandro Schärer |

|  |           |           |
|  | Marcatori | 27’ Núñez |

| Arbitro: | Halil Umut Meler |

|                |           |                             |
| Aktürkoğlu 66’ | Marcatori | 12’ Ueda 33’, 90+2’ Milambo |

### Quarta giornata
| Arbitro: | Michael Oliver |

|                                                         |           |  |
| Flamingo 16’ Tillman 33’ Bakayoko 83’ Krejčí 88’ (aut.) | Marcatori |  |

| Arbitro: | Anthony Taylor |

|            |           |                                         |
| Strelec 5’ | Marcatori | 10’ Špikić 30’ Sučić 54’, 72’ Kulenović |

| Arbitro: | Əliyar Ağayev |

|  |           |            |
|  | Marcatori | 86’ Kehrer |

| Arbitro: | Erik Lambrechts |

|           |           |  |
| Malen 85’ | Marcatori |  |

| Arbitro: | Benoît Bastien |

|                            |           |                 |
| Kühn 35’, 45+1’ Hatate 72’ | Marcatori | 23’ Baumgartner |

| Arbitro: | Danny Makkelie |

|                                |           |  |
| Díaz 61’, 83’, 90+2’ Gakpo 63’ | Marcatori |  |

| Arbitro: | Irfan Peljto |

|           |           |                     |
| David 27’ | Marcatori | 60’ (rig.) Vlahović |

| Arbitro: | Slavko Vinčić |

|                     |           |                                    |
| Vinícius 23’ (rig.) | Marcatori | 12’ Thiaw 39’ Morata 73’ Reijnders |

| Arbitro: | Daniel Siebert |

|                                                 |           |          |
| Gyökeres 38’, 49’ (rig.), 81’ (rig.) Araújo 46’ | Marcatori | 4’ Foden |

| Arbitro: | Tobias Stieler |

|                    |           |  |
| Vanaken 52’ (rig.) | Marcatori |  |

| Arbitro: | Orel Grinfeld |

|                        |           |           |
| Zubkov 31’ Sudakov 41’ | Marcatori | 27’ Imeri |

| Arbitro: | Mykola Balakin |

|                |           |                                   |
| Olatunji 90+2’ | Marcatori | 37’ Fernandes 80’ (aut.) Kairinen |

| Arbitro: | István Kovács |

|                         |           |  |
| Çalhanoğlu 45+3’ (rig.) | Marcatori |  |

| Arbitro: | Donatas Rumšas |

|                 |           |                              |
| Hadj Moussa 80’ | Marcatori | 45+2’, 58’ Konaté 86’ Guindo |

| Arbitro: | Espen Eskås |

|                      |           |                                                           |
| Silas 27’ Milson 84’ | Marcatori | 13’ Martínez 43’, 53’ Lewandowski 55’ Raphinha 76’ Fermín |

| Arbitro: | Szymon Marciniak |

|                 |           |                         |
| Zaïre-Emery 14’ | Marcatori | 18’ Molina 90+3’ Correa |

| Arbitro: | Rade Obrenovič |

|  |           |                         |
|  | Marcatori | 51’ Lookman 88’ Zaniolo |

| Arbitro: | Davide Massa |

|             |           |  |
| Musiala 67’ | Marcatori |  |

### Quinta giornata
| Arbitro: | Danny Makkelie |

|  |           |                                                             |
|  | Marcatori | 15’, 59’ Álvarez 43’ Llorente 70’ Griezmann 85’, 89’ Correa |

| Arbitro: | José María Sánchez Martínez |

|                            |           |                                  |
| Barseġyan 24’ Marcelli 88’ | Marcatori | 21’ Pulisic 68’ Leão 71’ Abraham |

| Arbitro: | Mykola Balakin |

|                                                         |           |  |
| Wirtz 8’ (rig.), 30’ Grimaldo 11’ Schick 61’ García 72’ | Marcatori |  |

| Arbitro: | Manfredas Lukjančukas |

|              |           |                                                                   |
| Ganvoula 11’ | Marcatori | 9’, 39’ Retegui 28’, 56’ De Ketelaere 32’ Kolašinac 90’ Samardžić |

| Arbitro: | Irfan Peljto |

|                                        |           |  |
| Lewandowski 10’ (rig.), 90+2’ Olmo 66’ | Marcatori |  |

| Arbitro: | István Kovács |

|         |           |  |
| Kim 38’ | Marcatori |  |

| Arbitro: | João Pinheiro |

|                   |           |  |
| Lukeba 27’ (aut.) | Marcatori |  |

| Arbitro: | Radu Petrescu |

|                                      |           |                                        |
| Haaland 44’ (rig.), 53’ Gündoğan 50’ | Marcatori | 75’ Hadj Moussa 82’ Giménez 89’ Hancko |

| Arbitro: | Szymon Marciniak |

|            |           |                                                                      |
| Inácio 47’ | Marcatori | 7’ Martinelli 22’ Havertz 45+1’ Gabriel 65’ (rig.) Saka 82’ Trossard |

| Arbitro: | Erik Lambrechts |

|                                                   |           |              |
| Silas 12’ Krunić 31’ Ivanić 65’ Radonjić 69’, 88’ | Marcatori | 5’ Demirović |

| Arbitro: | Rohit Saggi |

|             |           |  |
| Biereth 59’ | Marcatori |  |

| Arbitro: | Rade Obrenovič |

|                            |           |                                     |
| Ben Seghir 13’ Magassa 67’ | Marcatori | 48’ Paulidīs 84’ Cabral 88’ Amdouni |

| Birmingham 27 novembre 2024, ore 21:00 CET | Aston Villa       | 0 – 0 referto | Juventus | Villa Park (42 589 spett.)\| Arbitro: \| Jesús Gil Manzano \| |
| Arbitro:                                   | Jesús Gil Manzano |               |          |                                                               |

| Arbitro: | Michael Oliver |

|            |           |                |
| Lucumí 63’ | Marcatori | 44’, 66’ Mukau |

| Arbitro: | Georgi Kabakov |

|           |           |                           |
| Maeda 60’ | Marcatori | 26’ (aut.) Carter-Vickers |

| Arbitro: | Clément Turpin |

|  |           |                                         |
|  | Marcatori | 41’ Gittens 56’ Bensebaini 90’ Guirassy |

| Arbitro: | François Letexier |

|                            |           |  |
| Mac Allister 52’ Gakpo 76’ | Marcatori |  |

| Arbitro: | Urs Schnyder |

|                             |           |                     |
| Tillman 87’, 90’ Pepi 90+5’ | Marcatori | 8’ Sikan 37’ Zubkov |

### Sesta giornata
| Arbitro: | Benoît Bastien |

|  |           |                  |
|  | Marcatori | 63’ (rig.) Salah |

| Zagabria 10 dicembre 2024, ore 18:45 CET | Dinamo Zagabria | 0 – 0 referto | Celtic | Stadio Maksimir (18 158 spett.)\| Arbitro: \| Felix Zwayer \| |
| Arbitro:                                 | Felix Zwayer    |               |        |                                                               |

| Arbitro: | Szymon Marciniak |

|                                       |           |                                        |
| De Ketelaere 45+2’ (rig.) Lookman 65’ | Marcatori | 10’ Mbappé 56’ Vinícius 59’ Bellingham |

| Arbitro: | Slavko Vinčić |

|             |           |  |
| Mukiele 90’ | Marcatori |  |

| Arbitro: | Anthony Taylor |

|                                 |           |           |
| Quaresma 24’ (aut.) Nielsen 84’ | Marcatori | 3’ Catamo |

| Arbitro: | Michael Oliver |

|  |           |                               |
|  | Marcatori | 30’ Ramos 72’ Mendes 85’ Doué |

| Arbitro: | Halil Umut Meler |

|          |           |                                                           |
| Kevin 5’ | Marcatori | 11’ Laimer 45’ Müller 70’ (rig.), 90+3’ Olise 87’ Musiala |

| Arbitro: | Maurizio Mariani |

|                            |           |                                 |
| Openda 27’ Baumgartner 62’ | Marcatori | 3’ McGinn 52’ Durán 85’ Barkley |

| Arbitro: | José María Sánchez Martínez |

|                 |           |  |
| Le Cardinal 43’ | Marcatori |  |

| Arbitro: | Manfredas Lukjančukas |

|                                |           |                    |
| Álvarez 16’ Griezmann 42’, 57’ | Marcatori | 51’ (rig.) Strelec |

| Arbitro: | Georgi Kabakov |

|                                          |           |                               |
| Sahraoui 37’ Bakker 45+2’ Haraldsson 81’ | Marcatori | 45+4’ Kiteishvili 47’ Biereth |

| Arbitro: | Jesús Gil Manzano |

|                      |           |              |
| Leão 42’ Abraham 87’ | Marcatori | 67’ Radonjić |

| Arbitro: | Davide Massa |

|                           |           |  |
| Saka 34’, 78’ Havertz 88’ | Marcatori |  |

| Arbitro: | François Letexier |

|                          |           |                              |
| Guirassy 60’ (rig.), 78’ | Marcatori | 53’ Raphinha 75’, 85’ Torres |

| Arbitro: | Tobias Stieler |

|                                                   |           |                                |
| Trauner 8’ Paixão 10’ Hadj Moussa 30’ Giménez 63’ | Marcatori | 43’ Rrahmani 79’ (aut.) Beelen |

| Arbitro: | Clément Turpin |

|                           |           |  |
| Vlahović 53’ McKennie 75’ | Marcatori |  |

| Lisbona 11 dicembre 2024, ore 21:00 CET | Benfica       | 0 – 0 referto | Bologna | Stadio da Luz (60 650 spett.)\| Arbitro: \| Radu Petrescu \| |
| Arbitro:                                | Radu Petrescu |               |         |                                                              |

| Arbitro: | Giorgi Kruashvili |

|                                                            |           |           |
| Stiller 25’ Millot 53’ Führich 61’ Vagnoman 66’ Keitel 75’ | Marcatori | 6’ Łakomy |

### Settima giornata
| Arbitro: | Slavko Vinčić |

|          |           |  |
| Singo 8’ | Marcatori |  |

| Arbitro: | Donatas Rumšas |

|                                                                        |           |  |
| Retegui 12’ Pašalić 58’ De Ketelaere 63’ Lookman 90’ Brescianini 90+4’ | Marcatori |  |

| Arbitro: | Davide Massa |

|                  |           |                |
| Álvarez 52’, 90’ | Marcatori | 45+1’ Hincapié |

| Arbitro: | Serdar Gözübüyük |

|                               |           |                     |
| Dallinga 71’ Iling-Junior 72’ | Marcatori | 15’ (rig.) Guirassy |

| Bruges 21 gennaio 2025, ore 21:00 CET | Club Bruges    | 0 – 0 referto | Juventus | Stadio Jan Breydel (26 700 spett.)\| Arbitro: \| Benoît Bastien \| |
| Arbitro:                              | Benoît Bastien |               |          |                                                                    |

| Arbitro: | István Kovács |

|                      |           |                               |
| Ndiaye 71’ Djiga 77’ | Marcatori | 17’, 23’ De Jong 43’ Flamingo |

| Arbitro: | Felix Zwayer |

|                       |           |           |
| Salah 34’ Elliott 67’ | Marcatori | 62’ David |

| Arbitro: | Chris Kavanagh |

|             |           |                              |
| Metsoko 85’ | Marcatori | 11’, 36’ Leweling 87’ Rieder |

| Arbitro: | Danny Makkelie |

|                                                |           |                                                                   |
| Pavlidis 2’, 22’, 30’ (rig.) Araújo 68’ (aut.) | Marcatori | 13’ (rig.), 78’ (rig.) Lewandowski 64’, 90+6’ Raphinha 86’ García |

| Arbitro: | Sandro Schärer |

|                              |           |  |
| Kevin 18’ Sudakov 37’ (rig.) | Marcatori |  |

| Arbitro: | Manfredas Lukjančukas |

|                       |           |              |
| Šeško 19’ Poulsen 78’ | Marcatori | 75’ Gyökeres |

| Arbitro: | Tobias Stieler |

|          |           |  |
| Leão 37’ | Marcatori |  |

| Arbitro: | Alejandro Hernández Hernández |

|  |           |                 |
|  | Marcatori | 12’ L. Martínez |

| Arbitro: | Daniel Siebert |

|                                    |           |  |
| Rice 2’ Havertz 66’ Ødegaard 90+1’ | Marcatori |  |

| Arbitro: | Rohit Saggi |

|                   |           |  |
| Benito 86’ (aut.) | Marcatori |  |

| Arbitro: | François Letexier |

|                                    |           |  |
| Giménez 21’, 45+9’ (rig.) Ueda 89’ | Marcatori |  |

| Arbitro: | Szymon Marciniak |

|                                               |           |                          |
| Dembélé 56’ Barcola 60’ Neves 78’ Ramos 90+3’ | Marcatori | 50’ Grealish 53’ Haaland |

| Arbitro: | Glenn Nyberg |

|                                               |           |              |
| Rodrygo 23’, 34’ Mbappé 48’ Vinícius 55’, 77’ | Marcatori | 85’ Bidstrup |

### Ottava giornata
| Arbitro: | Clément Turpin |

|                                  |           |               |
| Rogers 3’, 5’, 90+1’ Watkins 60’ | Marcatori | 36’, 38’ Idah |

| Arbitro: | Georgi Kabakov |

|                     |           |  |
| Wirtz 32’ Tella 64’ | Marcatori |  |

| Arbitro: | Glenn Nyberg |

|                                  |           |                  |
| Guirassy 17’, 44’ Bensebaini 79’ | Marcatori | 50’ Marlon Gomes |

| Arbitro: | Halil Umut Meler |

|  |           |           |
|  | Marcatori | 69’ Kanga |

| Arbitro: | Michael Oliver |

|                      |           |                         |
| Yamal 47’ Araújo 72’ | Marcatori | 67’ Éderson 79’ Pašalić |

| Arbitro: | João Pinheiro |

|                              |           |           |
| Müller 8’ Kane 63’ Coman 84’ | Marcatori | 90’ Tolić |

| Arbitro: | Irfan Peljto |

|                                 |           |  |
| L. Martínez 4’ (rig.), 16’, 67’ | Marcatori |  |

| Arbitro: | Anthony Taylor |

|              |           |                                              |
| Daghim 90+1’ | Marcatori | 5’ Simeone 13’, 45+1’ Griezmann 63’ Llorente |

| Arbitro: | Maurizio Mariani |

|             |           |                                 |
| Danjuma 28’ | Marcatori | 38’ (rig.) Jorginho 42’ Nwaneri |

| Arbitro: | François Letexier |

|                        |           |             |
| Baturina 19’ Pjaca 60’ | Marcatori | 53’ Pulisic |

| Arbitro: | István Kovács |

|  |           |                        |
|  | Marcatori | 16’ Paulidīs 80’ Kökçü |

| Arbitro: | Slavko Vinčić |

|                                                                            |           |             |
| Sahraoui 4’ Trauner 38’ (aut.), 76’ (aut.) Gomes 57’ David 74’ Cabella 80’ | Marcatori | 14’ Giménez |

| Arbitro: | José María Sánchez Martínez |

|                                            |           |              |
| Kovačić 53’ Ordóñez 62’ (aut.) Savinho 77’ | Marcatori | 45’ Onyedika |

| Arbitro: | Tobias Stieler |

|                                     |           |                              |
| Bakayoko 35’ Saibari 45’ Pepi 45+6’ | Marcatori | 28’ (rig.) Gakpo 40’ Elliott |

| Arbitro: | Mykola Balakin |

|           |           |  |
| Malić 42’ | Marcatori |  |

| Arbitro: | Benoît Bastien |

|            |           |            |
| Harder 77’ | Marcatori | 21’ Pobega |

| Arbitro: | Espen Eskås |

|  |           |                                 |
|  | Marcatori | 27’, 78’ Rodrygo 56’ Bellingham |

| Arbitro: | Davide Massa |

|                  |           |                                  |
| Pacho 77’ (aut.) | Marcatori | 6’ Barcola 17’, 35’, 54’ Dembélé |